# 恋に至る病
『恋に至る病』（こいにいたるやまい）は斜線堂有紀による日本の小説。および、小説を原作とするオーディオブック、漫画、日本映画。

## 書誌情報
- 文庫本：2020年03月25日、メディアワークス文庫、ISBN 9784049130829

## オーディオブック
2024年12月27日に、Audibleで配信開始。朗読は堀井千砂。

## 漫画
2025年6月19日に、少年エースplusにて連載開始。漫画はおーうち、キャラクター原案はくっかが担当。

## 映画
2025年10月24日に公開予定。監督は廣木隆一、主演はAmazon Prime Videoオリジナル映画『HOMESTAY』以来2度目、劇場用映画として初の共演となる長尾謙杜と山田杏奈。PG12指定。

### キャスト
- 宮嶺望：長尾謙杜
- 寄河景：山田杏奈
- 根津原あきら：醍醐虎汰朗[9]
- 善名美玖利：中井友望[9]
- 木村民雄：中川翼[9]
- 緒野江美：上原あまね[9]
- 氷山麻那：小林桃子[9]
- 大関華：井本彩花[9]
- 井出翔太：真弓孟之 (AmBitious)[9]
- 宮嶺義彦：忍成修吾[9]
- 宮嶺久美子：河井青葉[9]
- 入見遠子：前田敦子[9]

### スタッフ
- 原作：斜線堂有紀『恋に至る病』（メディアワークス文庫 / KADOKAWA刊）
- 監督：廣木隆一
- 脚本：加藤正人、加藤結子[10]
- 音楽：加藤久貴[10]
- 主題歌：Saucy Dog「奇跡を待ってたって」（A-Sketch）[11]
- エグゼクティブ・プロデューサー：豊島雅郎[10]
- 企画プロデュース：田辺圭吾[10]
- プロデューサー：宇田川寧、原尭志[10]
- ラインプロデューサー：湊谷恭史[10]
- 撮影：鍋島淳裕[10]
- 照明：かげつよし[10]
- 録音：深田晃[10]
- 美術：丸尾知行[10]
- 装飾：山本直輝[10]
- スタイリスト：中井綾子[10]
- ヘアメイク：永江三千子[10]
- キャスティング：伊藤尚哉[10]
- 編集：野本稔[10]
- 音響効果：廣中桃李[10]
- VFXスーパーバイザー：山口幸治[10]
- ポスプロスーパーバイザー：朝海清史[10]
- 助監督：藤江儀全[10]
- 制作担当：村山亜希子[10]
- 宣伝プロデューサー：中島航
- 制作プロダクション：ダブ[8]
- 配給・宣伝・制作プロダクション：アスミック・エース[8]
- 製作：『恋に至る病』製作委員会（アスミック・エース、KADOKAWA、ダブ、日本出版販売）